# Pseudanthias elongatus
Pseudanthias elongatus är en fiskart som först beskrevs av Franz, 1910.  Pseudanthias elongatus ingår i släktet Pseudanthias och familjen havsabborrfiskar. Inga underarter finns listade i Catalogue of Life.